# Akuntsu
Die Akuntsu, auch Akunsu, Akonsu, Akunt’su, sind ein  Indianervolk, das 2022 nur noch aus drei Personen besteht, die zusammen mit den nur drei Überlebenden des Kanoê-Volkes in Omere im Südwesten des Bundesstaats  Rondônia, Brasilien leben. „Akuntsu“ bedeutet in der Sprache des Nachbarvolkes der Kanoé «Die anderen Indianer» (portugiesisch outro índio).
Die Akuntsu sind Jäger und leben in Gemeinschaftshäusern aus Stroh, den Malocas. Außerdem bauen sie in ihren Gärten Maniok und Mais an, sammeln Waldfrüchte und fangen Fisch. Die Akuntsu stellen Holzflöten her, welche sie für Tänze und Rituale gebrauchen. 
Die endgültige Dezimierung des Stammes geht auf Massaker zurück, welche sich besonders in den 1970er und 1980er Jahren ereigneten und von Viehranchern an den Menschen der Akuntsu und Kanoê verübt wurden.
Obwohl den letzten Überlebenden der Akuntsu von der brasilianischen Indianerschutzorganisation FUNAI ein kleines Reservat bereitgestellt wurde, auf dessen Gebiet sie ungehindert ihre Traditionen leben können, haben sie immer noch große Probleme mit Viehzüchtern, die ihr Gebiet unzulässig für sich beanspruchen und damit ihre Existenz stark gefährden. Aus diesem Grund sind die Akuntsu sehr misstrauisch Fremden gegenüber. 